# International Finance Center
LInternational Finance Center est un gratte-ciel de 239 mètres construit en 2011 à Nanchang en Chine. 